# Pseudosenefeldera inclinata
Pseudosenefeldera inclinata är en törelväxtart som först beskrevs av Johannes Müller Argoviensis, och fick sitt nu gällande namn av Hans-Joachim Esser. Pseudosenefeldera inclinata ingår i släktet Pseudosenefeldera och familjen törelväxter. Inga underarter finns listade i Catalogue of Life.